# Élections régionales en Indonésie
Une loi promulguée en 2005 a instauré une élection au suffrage direct des gouverneurs des provinces d'Indonésie et des bupati (préfets).